# Avellino (stacja kolejowa)
Avellinoⓘ (wł. Stazione di Avellino) – stacja kolejowa w Avellino, w regionie Kampania, we Włoszech. Znajdują się tu 3 perony. Według klasyfikacji RFI posiada kategorię srebrną.